# Willi Daume

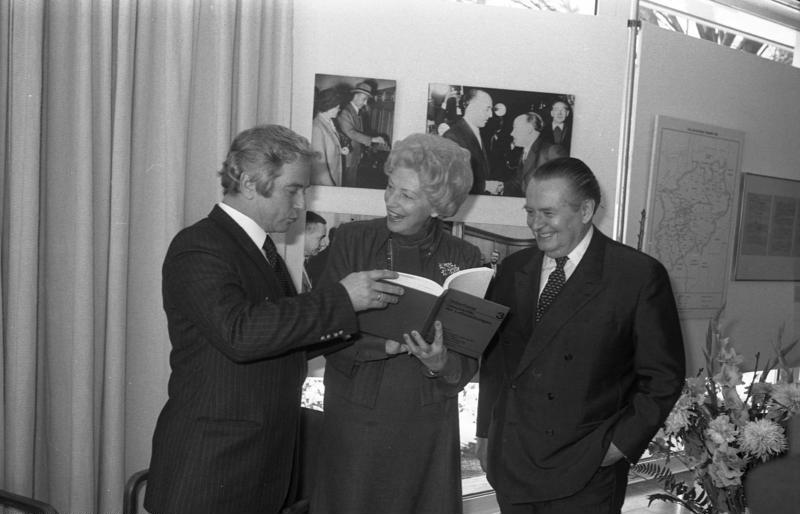
Willi Daume (till höger), 1982

Willi Daume, född 25 april 1913 i Hückeswagen, död 20 maj 1996 i München, var en tysk företagare och idrottsfunktionär. Daume var som aktiv tysk landslagsspelare i basket och utomhushandboll. Han deltog som basketspelare i Olympiska sommarspelen i Berlin 1936. 
Daume är framförallt känd som idrottsfunktionär där han var president för Tysklands handbollsförbund, Deutscher Sportbund och Tysklands olympiska kommitté samt medlem av Internationella olympiska kommittén. I IOK var han vicepresident 1972-1976 och 1978-1991. Han var också den drivande i att München sökte och fick arrangera de olympiska sommarspelen 1972, Daume var president för organisationskommittén.
Hans aktiva karriär innehöll friidrott och handboll i hemmaklubben TSC Eintracht Dortmund men även basket som han omskolade till att spela. Under OS 1936 ingick han i 14-mannatruppen i basket men spelade ingen match. 1937 gick han med i nazistpartiet NSDAP. Daumes yrkesliv bestod av att han drev ett järngjuteri i Dortmunds hamn som han ärvt från fadern. Under andra världskriget arbetade 65 tvångsarbetare i gjuteriet.